# 道仏訓
道仏 訓（どうぶつ さとし、1921年12月2日 - 2005年7月25日）は、広島県出身の元プロ野球選手（内野手）、パシフィック・リーグ審判。

## 来歴

### 選手時代
旧制呉港中学校時代の1939年、第16回選抜大会に一塁手として藤村隆男、野崎泰一らと甲子園出場。
卒業後、田村駒商店（現・田村駒）に入社。子会社のノンプロ・大阪太陽レーヨンでプレイした後応召。
タイで終戦を迎え復員後、ノンプロ・広島鯉城園を経て、1947年にプロ野球・国民リーグのグリーンバーグ～結城ブレーブスでプレー。同年限りで退団。
その後、ノンプロ・植良組、古沢建設、山藤商店、全福島日東紡でプレーをした。1953年、繊維不況で日東紡野球部が解散し、近くの郵便局に籍を置いて郵便局の軟式野球チームの監督を務めた。また福島の野球連盟に頼まれ審判を務めていたが、福島でパリーグの公式戦、大毎×南海戦が行われた際に、宿舎に審判をしていた横沢三郎を訪ね、横沢から審判募集の件を聞く。

### 審判時代
1955年にパ・リーグ審判部に入局、以後30年パ・リーグ審判を務めた。1974年 - 1976年には審判部長。審判員袖番号は16（1977年初採用から1981年病気による引退まで、16は1983年から2010年まで山本隆造がつけている。）。
日本シリーズには11回、オールスターには5回出場している。
1981年に脳血栓で倒れ、引退。その後再起を果たし1987年アマ資格を取得、スポーツニッポン野球教室講師を務めるなど社団法人少年軟式野球国際交流協会に勤務し少年野球の指導を続けた。最晩年には、マスターズリーグの規則委員を務めた。
2005年7月25日死去。83歳没。

## 人物
名審判・二出川延明の発言「俺がルールブックだ！」の際にその場にいた審判でもある。道仏によると、西鉄の三原脩監督が審判控え室にいた二出川に抗議したところ、二出川の後ろでルールブックを手にしていた道仏に、三原が「そのルールブックを開いて、見てくれ」と言うので、二出川が怒って「オレがいうんだから間違いない。早く行け!」と怒鳴り、この「オレがいうんだから間違いない」という言葉が、いつのまにかマスコミに喧伝されて、「俺がルールブックだ」という言葉になったのが真相と話している。道仏と共に二出川と一緒に審判控え室にいた小島多慶男も「あれはそのままに、そっとしておこうよ」と道仏に話していたという。
1967年10月17日、東京球場で行われた東京×近鉄26回戦で、大リーグにいたと威張っていたカール・ボレスが、ジャッジに文句をつけ、バットの先で道仏の足を小突いたので、「退場!」と宣告しボレスを二度蹴っ飛ばした。選手を蹴飛ばした球審の第1号で、所謂暴力審判第1号でもある。当時の外国人選手は日本の野球をなめていて、日本で野球をやっているのに、日本の審判にやたら文句を言っていた。道仏はまず外国人選手からマナーを直さなくてはと、日頃から外国人選手に厳しく接していたという。
その他、道仏の功績として6回（当時）のグラウンド整備時に審判のトイレ休憩を設けたことがある。それまでは試合中は我慢して小便を漏らすケースがあった。また審判のユニフォームを大きく変更し、それまでは紺の上着にネクタイと紺のズボンの上下だったが、ネクタイを取ってハイネックし、カラーテレビの全盛時代に沿って上下色の違う配色にしたことなどがある。
戦後は同郷の石本秀一や門前眞佐人らと国民リーグ・グリーンバーグ～結城ブレーブスに参加した。チームが茨城県結城市に移った時、主将だった濃人渉が世話してくれた結城市の合宿所近くの郵便局の娘に一目惚れ。付き合い始めたが呉服屋だった娘の父親は二人の交際を知って激怒、「野球を商売にしとるような奴に娘はやれん。ましてどこの馬の骨か分からん者に」 仕方なく道仏は遠征先からせっせと手紙を送った。家には送ることが出来なかったが、娘の勤務先が郵便局だったので「郵便局付け」で送れたので便利だった。
1973年10月24日、阪急ブレーブス対南海ホークスによるプレーオフ第5戦にて9回裏に3番手として登板した江本孟紀に対して「頑張れよ」とささやき、激励したエピソードがある。これだけではなく、その後の江本の投球に対し、高めのボールに（江本曰く打者の肩のあたり）ストライクとコールし、打者の高井保弘や阪急のベンチが激怒する中、江本はこれに救われ、高井を三振に打ち取り、パ・リーグ優勝を果たした。これらは江本の知人が三浦真一郞審判を介して、道仏に「（江本を）よろしくお願いします」と頼んでいたとの事であった。

## 詳細情報

### 背番号
- 16 （1947年）

## 著書
- 『プロ野球 審判だけが知っている―誤審、大乱闘、トラブルの真相』（田宮謙次郎共著、ソニー・マガジンズ、1992年3月）